# Наутика
Наутика представља скуп практичних и теоретских знања и вештина која су потребна посади брода да сигурно и најкраћим путем стигну од полазне тачке до одредишта. Општа повезаност наутике и наутичког туризма пре свега подразумева скуп делатности, вештина, друштвених односа на мору или су у вези са морем. Од седамдесетих година прошлог века наутички туризам се јавља као један од најекспанзивнијих облика туристичке рекреације, а тиме и туристичког промета. Вишеструки економски значај, бројни облици у којима се јавља, продор ка новим, до сад туристички неокупираним просторима, као што су површине и дубине мора, језера и река, су његове главне карактеристике. Човек се по води може кретати и на њој боравити само уз помоћ неког пловила. Управо та чињеница представља ону специфичност по којој се наутички туризам издваја из општег туризма у посебан облик.

## О наутици
Термин наутика је настала је од грчке речи наус што значи брод, лађа, али и вештина пловидбе. У савременом значењу наутика или навигација представљају скуп практичних и теоретских знања и вештина која су потребна посади брода да сигурно и најкраћим путем стигну од полазне тачке до одредишта. Овај појам се дефинише као скуп знања, технике и података везаних за водени транспорт. Наутика се везује се и за рекреативну пловидбу и друге вештине и делатности везане за њу. У данашње време окупља све већи број рекреативаца односно наутичара који се удружују у наутичке клубове док наутички туризам постаје све важнија туристичка грана.

Појам наутика и наутички у ширем смислу означавају поморство. Ту се пре свега мисли на скуп делатности, вештина, друштвених односа на мору или у вези са морем. Управо је то разлог због кога се у међународној комуникацији све више користи енглеским појмом јахтинг туризам, а све мање наутички туризам или маритимни туризам. јахта као симбол луксузног туристичког одмора на мору, јаче везују наутички туризам уз туристичку делатност а мање уз поморство. На тај начин се доприноси бољем дефинисању појма наутичког туризма, који је део туристичке а не приморске делатности. Наутички туризам део је туристичког феномена из кога је настао. Проблематику дефинисања наутичког туризма потребно је заснивати на проблематици дефинисања туризма. Наутички туризам произилази из два појма: наутике и туризма. 

Глобални наутички производ се састоји од две главне подгрупе: море и активности везане за море и мирне воде (реке, језера) и активности везане за мирне воде. Наутички производ везан за мирне воде односи се на пловидбу рекама и језерима, који осим главног мотива пловидбе укључује и коришћење свих објеката наутичке инфраструктуре и комплементарних производа и услуга у функцији туризма (марине, пристаништа и везови, смештај, прехрана, забава, култура). Светско наутичко тржиште мирних вода је углавном фокусирано на три центра: Европу, реку Нил и Далеки исток. У Европи, према проценама, а укључујући и канале, има преко 15.000 пловних километара. Најпопуларније реке у Европи су Дунав, Рајна, Нева и Волга у Русији, Елба, Сена, Рона те По у Италији.

Главне групе овог наутичког производа су: 
- индивидуална пловидба власника бродова на рекама и језерима – мали бродови за 2– 4 особе.
- чартер – изнајмљивање бродова и једрилица ради пловидба рекама и језерима – мали и средњи бродови за 4-12 особа.
- кружна путовања рекама – организовани пакети путовања рекама од стране туроператора и дестинацијских менаџмент компанија – већи и велики бродови намењени групама људи од 20, па чак до 300 особа (највећи бродови плове руским рекама због њихове величине и ширине).

## Повезаност појма наутике и наутичког туризма
Наутички туризам који има потребу за пловидбом (у смислу одмора забаве или спорта) употпуњује укупну туристичку понуду на тржишту. Наутички туризам је садржајно повезан са пловилом, а просторно са водом (морем, реком или језером). Отуда уска повезаност ова два појма.

Наутички туризам је специфични облик туризма обележен кретањем туриста пловилима по мору или рекама укључујући њихово пристајање у лукама и маринама и обухвата сву инфраструктуру у лукама и маринама потребну за њихов прихват. Селективни облик туризма који потребу за пловидбом у смислу забаве и одмора уобличава кроз туристичку понуду. Наутички туризам садржајно је повезан с пловилом, а просторно с водом и то морем, реком или језером. 

Од седамдесетих година прошлог века наутички туризам се јавља као један од најекспанзивнијих облика туристичке рекреације, а тиме и туристичког промета. Вишеструки економски значај, бројни облици у којима се јавља, продор ка новим, до сад туристички неокупираним просторима, као што су површине и дубине мора, језера и река, су његове главне карактеристике. 

Наутички туризам је феномен настао растом стандарда високе и средње класе, којима обичне туристичке понуде нису могле покрити њихове потребе. За њега се користи назив маритимни, приморски или јахтинг туризам а сам назив указује на његов садржај и начин задовољавања потреба његових корисника. Наутички туризам има дугогодишњу традицију постојања и врло често је покретач регионалног развоја подручја која имају високу стопу депопулације и низак стандард живљења. 

Многи наутички туристи не управљају или не учествују у управљању бродом и не познају основу наутике или вештине навигације, а ипак се баве рекреацијом боравећи на њему и себе сматрају наутичким туристима. Огромна је већина оних који учествују у туристичком промету, а немају или не морају имати никаква знања из наутике. То су бројне посаде мањих пловила, јахти, затим учесници поморских кружних путовања на великим пловним објектима, бројни излетници који за време боравка у приморју користе властите или изнајмљене пловне објекте за боравак на мору. Има и других термина који означавају наутички туризам: ‘бродарење’, ‘пловни туризам’, ‘забавна навигација’, ‘наутизам’, ‘ навитуризам’, ‘јахтинг’, итд. Сви они, такође не обухватају у целини оно што је садржај ове комплексне активности. 

Наутички туризам се остварује на морима, рекама и језерима и њиховим обалским просторима, на властитим или туђим пловилима за рекреацију, разоноду и спорт, стационирано, или у пловидби. Човек се по води може кретати и на њој боравити само уз помоћ неког пловила. Управо та чињеница представља ону специфичност по којој се наутички туризам издваја из општег туризма у посебан облик.

## Наутичка пловила
Пловни објекти наутичког туризма су пловни објекти с мотором или без њега, прикладни за крстарење на мору, рекама језерима и каналима ради разоноде, забаве и рекреације. Разликује се 6 основних врста пловила: туристички брод, јахта, једрилица, глисер, чамац и остала пловила.

Јахта је мање или веће пловило које служи за рекреацију, спорт и наутички туризам. Јахте се према изгледу, начину пловидбе и величини деле на неколико врста. Једна од најпопуларнијих врста јахти су једрилице свих величина и облика. Сам назив једрилица говори да ова врста јахти као погон користи једра причвршћена на јарболе, која кад су подигнута и затегнута, под налетом ветра погоне ово пловило. Једрилице осим овог погона најчешће имају и моторни погон. Једрилице се разликују по облику па тако постоје једнотрупне једрилице, катамарани, тримарани итд. Израђене су од пластике, дрва или метала а дужина им варира од 6 па до 30 m. Друга јако популарна врста јахти су моторне јахте које као погон користе искључиво снагу својих мотора. Ове јахте су као и једрилице израђене од метала, пластике али и дрва а дужина им износи од 9 па чак до преко 100 m.

Готово све јахте су опремљене најсавременијим средствима за навигацију без којих би пловидба била готово незамислива, па тако у опрему спадају компас, сателитски систем за позиционирање, радар итд. У обавезну опрему спадају и чамци за спашавање који су опремљени средствима за преживљавање на мору у случају хаварије. У обавезну опрему спадају и чамци за спашавање који су опремљени средствима за преживљавање на мору у случају хаварије.Јахте су обично уређене према одговарајућим стандардима, али често и према жељама самог власника. Унутрашњост јахте може бити мала и скучена, али и врло пространа, овисно о њеној величини. Све веће јахте имају салоне, спаваонице за власника, госте и посаду, кухињу, благоваоницу, WC са купатилима итд.

Глисер је врста чамца или мањег брода којем облик трупа и снага мотора омогућују да клизи водом - великом брзином. Глисери имају ниски газ, а профил трупа у облику слова - (да изазову што мањи отпор воде), због тог нису погодни за пловидбу по великим валовима, јер се лако преврну, али зато по мирној глаткој води могу јурити задивљујућим брзинама. Мањи глисери већином се користе за спорт (скијање на води, утрке) и разоноду, а већи за путнички промет, као патролна полицијска пловила, али и као мања борбена пловила за брзе препаде. 

Једрилица је брод који се креће по води помоћу једара. Овај појам обухвата различите типове објеката за пловидбу од даске за једрење па све до већих једрилица које подсећају на праве мање бродове. Једрилица, без обзира на величину има 4 основна дела: труп, једро, пераје и кормило. Сваки од обих делова једрилице имају посебну улогу у пловидби, односно омогућују кретање водом у одређеном смеру. 
Рад једног од ових делова утиче и на друге, и та њихова повезаност одређује сам карактер брода. Труп представља основу за учвршћивање јарбола са једром, пераје и кормила. Оно што је најбитније за његов облик јесте то да његов облик мора омогућити лагано кретање кроз воду без обзира на нагнутост брода. Мора бити лаган и чврст, што значи да мора бити изграђен од квалитетних материјала као што су дрво, стаклопластика и метал. У састав трупа улазе и ваздушне коморе које обезбеђују сигурно плутање. Једра дају основну потисну снагу броду. Израђена су од закривљених делова пластичног платна које се зове дакрон, који даје највећи потисак уз најмањи отпор. Једра се деле у две групе; она што се користе за покретање брода (главно једро и флок) и она за повећање брзине (спинакер и ђенова). Пераје је део једрилице који се налази на средини доње површине трупа, а основна улога му је да спречи нагињање брода. Веће једрилице имају фиксирано пераје са уграђеним баластом, док мање имају пераје које се подиже и спушта кроз дно трупа. Кормило има две улоге а то су; да контролише смер пловидбе и да смањи бочно клизање брода. Састоји се из три дела а то су лист, рудер и оков који повезује ова два дела.

Чамац је мањи пловни објект коритастог облика који служи за превоз људи и терета рекама, језерима или другим унутрашњим воденим површинама (осим мора на подручју Републике Хрватске). Чамац се може покретати веслима, мањим једром, а често и ванбродским мотором. Мање пловило намијењено пловидби морем на подручју Републике Хрватске назива се бродица.

Туристички брод је пловно средство које служи за превоз туриста превасходно везано за туристичке сврхе. Бродом се сматрају само већи пловни објекти, док се мањи називају чамцима. За разлику од сплавова, брод, као и чамац, има коритаст облик који му даје узгон потребан како би плутао на води.

## Наутика и спортови на води
Спортови на води распрострањени су широм света и представљају водећу атракцију када је реч о туристичким кретањима посебно клијентеле авантуристичког духа. Док у свету водени спортови као туристичка атракција имају велико учешће у укупној туристичкој понуди и у Србији се оваквој врсти спорта све више придаје значај. Међу екстремне спортове на води спадају: сурфовање, сплаварење, кајак, једрење и веслање, скијање на води и др. 

Један од првих екстремних спортова је сурфовање (surfing) које се почело развијати као спорт на западним обалама САД и на источним обалама Аустралије. Касније се проширило на већину земаља које су имале услове за бављење овим спортом. Сурфовање је индивидуални екстремни спорт који је доживео велику експанзију последњих неколико деценија. Како идеје настале у спорту доводе до прогреса и усвајања нових и модернијих техника кретања, опреме, методике и тактике, тако се паралелно са овом тврдњом креирају нове спортске дисциплине.
Windsurfing је комбинација једрења и сурфинга. Windsurferi управљају даском, борећи се са ветром уз помоћ ротирајућег јарбола и једра.Једрење на дасци је могуће при ветру од 0 до 50 чворова, идеални услови су од 15 до 20 чворова. Спорт је званично постао олимпијска дисциплина на Олимпијади у Лос Анђелесу 1984. године.

Kitesurfing је комбинација обичног сурфинга и летења змајем и прилично је млад спорт с обзиром да се његови почеци везују за 1998. годину. Kitesurferi користе снагу великог змаја који је високо у ваздуху и који сурфера вуче по површини воде, док сурфер управља даском за сурф.

Парасејлинг је савршен спој падобранства, параглајдинга и једрења стопљен у искуство које ће вам одузети дах.
Једрење је умеће управљања једрилицом, коју покреће снага ветра. Њена историја сеже до ратних, трговачких и туристичких бродова. Од транспорта камена за потребе градње египатских пирамида у старо доба па до чувених поморских битака као што је битка код Трафалгара једрење је била важна или чак пресудна вештина. У модерно време једрење се сматра рекреацијом и забавом, те спада у веома популаран спорт. 
Веслање је појединачни и екипни спорт на води, у којем појединац или више њих који се налазе у чамцу покрећу чамац у којем седе снагом својих мишића преко полуга које се називају веслима.

Сплаварење (рафтинг) је спорт на води, у коме се учесници спуштају чамцем по рекама и језерима, користећи весла. Изворни сплав (рафт) направљен је од дрвених балвана, али поред дрвених постоје и гумени сплавови које воде порекло од десантних чамаца из Другог светског рата. Данашњи сплавови су углавном направљени од материјала који се надувавају, квалитетнији су од војничких сплавова, а направљени су од хипалона (веома отпоран и квалитетан материјал) тако да је веслање на њима и сигурно и забавно.

Скијање на води честа је летња активност у којој се скијаш држи за специјалну сајлу која је спојена на глисер у покрету и, захваљујући скијама на ногама, клизи по површини воде (мора или језера).

## Посети још
- www.turizmologija.com/.../pojam-nautickog-turizma-i-objekata-nautickog-turizma[мртва веза]
- nautika-24sata.blogspot.com/2012/01/nauticki-turizam.htm